# Fara (Burkina Faso)
Fara è un dipartimento del Burkina Faso classificato come comune, situato nella provincia  di Balé, facente parte della Regione di Boucle du Mouhoun.
Il dipartimento si compone del capoluogo e di altri 23 villaggi: Bilatio, Bouzourou, Daho, Dakayes, Diansi, Fitien, Kabourou, Kapa, Karaba, Konzena, Koumbia, Laro, Nabou-nouni, Nabou-peulh, Nanano, Naouya, Nasma, Nasséné, Pomain, Sadon-bobo, Tialla, Ton e Toné.